# آن برونته
آن برونته (به انگلیسی: Anne Brontë) (زادهٔ ۱۷ ژانویه ۱۸۲۰ – درگذشته ۲۸ مه ۱۸۴۹) شاعر و نویسنده انگلیسی بود. او یکی از سه خواهر مشهور برونته بود. یکی از معروفترین کتاب‌های وی مستأجر عمارت وایلدفل نام دارد.

## زندگی
آن برونته در ۱۷ ژانویه ۱۸۲۰ در تورنتن، یورکشر غربی شمال انگلستان به دنیا آمد. پدر او کشیشی ایرلندی بود و مادرش یک سال پس از تولد او از دنیا رفت. او به همراه خواهرانش، شارلوت و امیلی دوران کودکی بسیار سختی را گذراندند.

آن بر خلاف شارلوت و امیلی به مدرسه نرفت و در خانه درس خواند ولی مدتی در سال‌های ۱۸۳۵ تا ۱۸۳۷ در آموزشگاهی تحصیل کرد. مدتی نیز به عنوان معلم سرخانه به تدریس پرداخت. در سال ۱۸۴۷ اندک زمانی پس از انتشار کتاب جین ایر نوشته شارلوت و همزمان با منتشر شدن بلندی‌های بادگیر اثر امیلی اولین رمان آن برونته به نام اگنس گری انتشار یافت. یک سال بعد و در سال ۱۸۴۸ دومین رمانش با نام مستأجر عمارت وایلدفل منتشر شد.
آن برونته در ۲۸ مه ۱۸۴۹ بر اثر ابتلا به بیماری سل درگذشت.